# 伍德环形山
伍德环形山（Wood）是月球背面北半部位于朗道环形山西北坑底的一座古老大陨坑，约形成于39.2-38.5亿年前的酒海纪，其名称取自美国杰出的实验物理学家罗伯特·威廉姆斯·伍德（Robert Williams Wood，1868年-1955年），1970年被国际天文学联合会正式批准接受。

## 描述

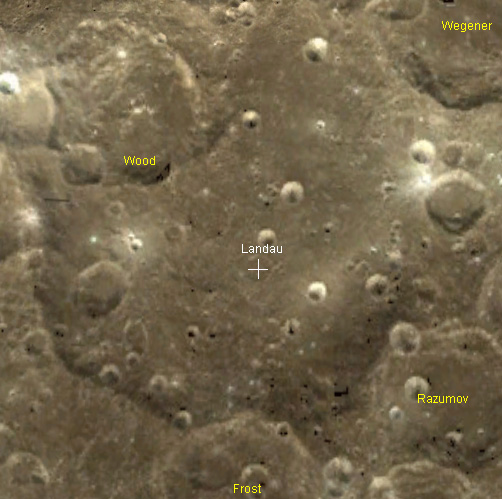
伍德环形山的周边

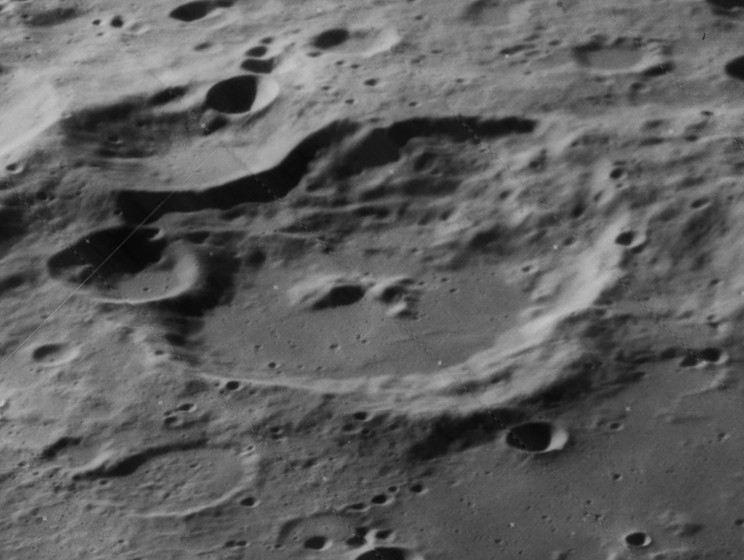
月球轨道器5号拍摄的西向斜视图

该陨坑坐落在直径530公里，形成于前酒海纪的库仑-萨尔顿盆地边缘，西侧偏西毗邻古尔斯特兰德陨石坑、东北偏东靠近魏格纳环形山，拉祖莫夫环形山和彼得罗帕夫洛夫斯基环形山位于它的东南、东南偏南则坐落了弗罗斯特环形山、它的南面及西南偏南分别横亘了道格拉斯环形山和珀赖因环形山。该陨坑中心月面坐标为43°40′N 121°50′W / 43.66°N 121.83°W，直径84.15公里，深度约2.81公里。
伍德环形山位于朗道环形山坑底西北，二者共有一段西北外侧壁。伍德环形山因相邻陨坑的撞击而有些变形，坑壁已磨损钝化且高低不平，但整体轮廓接近圆状。其西北内侧壁特别宽阔绵延，几乎一直伸展至坑底中心附近的中央峰，西南段侧壁上则横跨了一座小陨坑。伍德环形山坑壁平均高出周边地形1380米，内部容积约6660立方千米。坑内地表较为平坦，散布有许多细小的陨石坑，中心点偏西北呈马蹄状坐落了一组中央峰。

## 卫星陨石坑
按惯例，最靠近伍德环形山的卫星坑将在月图上以字母标注在它的中心点旁边.

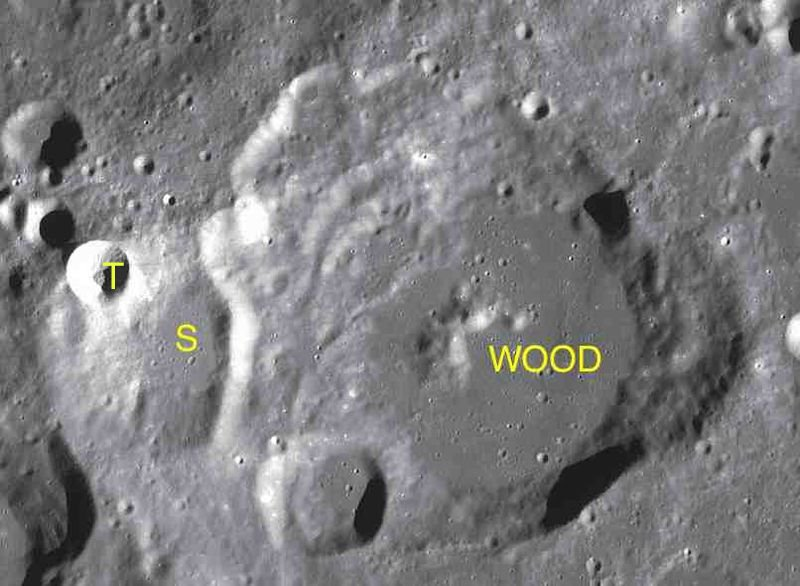
LAC-35 区域图

| 伍德 | 纬度    | 经度     | 直径    |
| ---- | ------- | -------- | ------- |
| S    | 43.8° N | 123.6° W | 35 公里 |

## 参引资料
1. 1 2 3 4  Lunar Impact Crater Database
2. ↑   (PDF).   [2017-03-12]. （原始内容 (PDF)存档于2016-12-27）.
3. ↑  .   [2017-03-12]. （原始内容存档于2018-06-22）.

## 另请参阅
- Andersson, L. E.; Whitaker, E. A. . NASA RP-1097. 1982.
- Blue, Jennifer. . USGS. July 25, 2007  [2007-08-05]. （原始内容存档于2012-04-08）.
- Bussey, B.; Spudis, P. . New York: Cambridge University Press. 2004. ISBN 978-0-521-81528-4.
- Cocks, Elijah E.; Cocks, Josiah C. . Tudor Publishers. 1995. ISBN 978-0-936389-27-1.
- McDowell, Jonathan. . Jonathan's Space Report. July 15, 2007  [2007-10-24]. （原始内容存档于2012-05-26）.
- Menzel, D. H.; Minnaert, M.; Levin, B.; Dollfus, A.; Bell, B. . Space Science Reviews. 1971, 12 (2): 136–186. Bibcode:1971SSRv...12..136M. doi:10.1007/BF00171763.
- Moore, Patrick. . Sterling Publishing Co. 2001. ISBN 978-0-304-35469-6.
- Price, Fred W. . Cambridge University Press. 1988. ISBN 978-0-521-33500-3.
- Rükl, Antonín. . Kalmbach Books. 1990. ISBN 978-0-913135-17-4.
- Webb, Rev. T. W.  6th revised. Dover. 1962. ISBN 978-0-486-20917-3.
- Whitaker, Ewen A. . Cambridge University Press. 1999. ISBN 978-0-521-62248-6.
- Wlasuk, Peter T. . Springer. 2000. ISBN 978-1-85233-193-1.